# Pagodula concepcionensis
Pagodula concepcionensis is een slakkensoort uit de familie van de Muricidae. De wetenschappelijke naam van de soort is voor het eerst geldig gepubliceerd in 2006 door Houart & Sellanes.